# Bulls vs. Blazers and the NBA Playoffs
Bulls vs. Blazers and the NBA Playoffs , som senare släpptes i Japan som NBA Pro Basketball: Bulls vs Blazers och NBA Playoffs, är ett 1992-datorspel som utvecklats av Electronic Arts och släpptes för Super Nintendo Entertainment System. En senare Sega Mega Drive-version släpptes under titeln Bulls vs Blazers och NBA Playoffs, som senare släpptes i Japan som NBA Playoffs: Bulls vs Blazers.